# Desur
Desur é uma panchayat (vila) no distrito de Tiruvanamalai, no estado indiano de  Tamil Nadu.

## Geografia
Desur está localizada a 12° 26′ N, 79° 29′ L. Tem uma altitude média de 114 metros (374 pés).

## Demografia
Segundo o censo de 2001,  Desur  tinha uma população de 5156 habitantes. Os indivíduos do sexo masculino constituem 50% da população e os do sexo feminino 50%. Desur tem uma taxa de literacia de 70%, superior à média nacional de 59.5%: a literacia no sexo masculino é de 79% e no sexo feminino é de 60%. Em Desur, 10% da população está abaixo dos 6 anos de idade.